# A középiskolások César-díja
A középiskolások César-díja (franciául César des lycéens) a francia Filmművészeti és Filmtechnikai Akadémia 2019 óta kiosztott különleges díja, amelyet filmkedvelő középiskolások titkos szavazása alapján osztanak ki az előző filmév francia alkotásai között. Átadására évente kerül sor a César-gálát követő külön rendezvényen.
A francia Filmművészeti és Filmtechnikai Akadémia és a Nemzeti Oktatási és Ifjúsági Minisztérium (Ministère de l'Éducation Nationale et de la Jeunesse) 2018 novemberében állapodott meg a díj alapításáról azzal a céllal, hogy a fiatalokat érzékennyé tegyék a francia filmművészet iránt, s megtartassák velük kreativitásuk egyik kiváltságos kifejezési módját.
Az új díjat a minisztérium által kiválasztott 2000 középiskolás, általános, technológiai és szakgimnáziumok végzős diákjai választják ki titkos szavazással a „legjobb film César-díja” kategóriában jelölt hét nagyjátékfilm közül. Miután a filmkedvelő diákok részére levetítik a jelölt alkotásokat, egy zárt, titkosított informatikai rendszeren szavazhatnak a díjkiosztó gála napján 16 óráig. A szavazás eredményét sajtótájékoztatón közlik, a díjat pedig egy azt követő közönségtalálkozó keretében adják át a nyertes film rendezőjének.

## Díjazottak
A díjazottak az első sorban, vastagítással vannak kiemelve. Az évszám a díjosztó gála évét jelzi, amikor az előző évben forgalmazásra került film elismerésben részesült.

### 2010-es évek
| Év   | Díjazottak és jelöltek | Megjegyzés |
| ---- | --- | ---------- |
| 2019 | - Láthatás (Jusqu'à la garde), rendezte: Xavier Legrand - Csak a baj van veled! (En liberté !), rendezte: Pierre Salvadori - Guy, rendezte: Alex Lutz - La douleur, rendezte: Emmanuel Finkiel - Pupille, rendezte: Jeanne Herry - Szabadúszók (Le Grand Bain), rendezte: Gilles Lellouche - Testvérlövészek (Les frères Sisters), rendezte: Jacques Audiard | [ * 1 ]    |

### 2020-as évek
| Év   | Díjazottak és jelöltek | Megjegyzés |
| ---- | --- | ---------- |
| 2020 | - Különleges életek (Hors normes), rendezte: Éric Toledano, Olivier Nakache - Boldog idők (La Belle Époque), rendezte: Nicolas Bedos - Isten kegyelméből (Grâce à Dieu), rendezte: François Ozon - Kisváros, éjjel (Roubaix, une lumière), rendezte: Arnaud Desplechin - Nyomorultak (Les Misérables), rendezte: Ladj Ly - Portré a lángoló fiatal lányról (Portrait de la jeune fille en feu), rendezte: Céline Sciamma - Tiszt és kém – A Dreyfus-ügy (J’accuse), rendezte: Roman Polański | [ * 2 ]    |
| 2021 | - Elég a hülyékből (Adieu les cons), rendezte: Albert Dupontel - ’85 nyara (Été 85), rendezte: François Ozon - Ha már fel kell nőni (Adolescentes), rendezte: Sébastien Lifshitz - Jó a szamár is (Antoinette dans les Cévennes), rendezte: Caroline Vignal - Szerelmeink (Les Choses qu'on dit, les choses qu'on fait), rendezte: Emmanuel Mouret | [ * 3 ]    |
| 2022 | - Marseille északi része (BAC Nord), rendezte: Cédric Jimenez - Aline – A szerelem hangja (Aline), rendezte: Valérie Lemercier - Annette, rendezte: Leos Carax - Elveszett illúziók (Illusions perdues), rendezte: Xavier Giannoli - Esemény (L’événement), rendezte: Audrey Diwan - Intenzív találkozások (La fracture), rendezte: Catherine Corsini - Onoda, 10 000 nuits dans la Jungle, rendezte: Arthur Harari                                                                          | [ * 4 ]    |
| 2023 | - Akkor éjjel (La nuit du 12), rendezte: Dominik Moll - Családban marad (L’innocent), rendezte: Louis Garrel - Les Amandiers, rendezte: Valeria Bruni Tedeschi - Pacifiction (Pacifiction : Tourment sur les Îles), rendezte: Albert Serra - Tánc az élet (En corps), rendezte: Cédric Klapisch | [ * 5 ]    |
| 2024 | - Az arcuk mindig előttem lesz (Je verrai toujours vos visages), rendezte: Jeanne Herry - A Goldman ügy (Le Procès Goldman), rendezte: Cédric Kahn - Állati királyság (Le Règne animal), rendezte: Thomas Cailley - Chien de la casse, rendezte: Jean-Baptiste Durand - Egy zuhanás anatómiája (Anatomie d'une chute), rendezte: Justine Triet | [ * 6 ]    |
| 2025 | - Monte Cristo grófja (Le compte de Monte Cristo), rendezte: Matthieu Delaporte, Alexandre de La Patellière - Emilia Pérez, rendezte: Jacques Audiard - L’Histoire de Souleymane, rendezte: Boris Lojkine - Misericordia (Miséricorde), rendezte: Alain Guiraudie - Váratlan dallamok (En fanfare), rendezte: Emmanuel Courcol | [ * 7 ]    |